# Aire d'influence
Une aire d’influence (ou zone d’influence, ou parfois sphère d'influence) est une zone polarisée autour d'un centre dans de divers domaines, notamment dans l'urbanisme.
Les aires d'influence ont généralement des formes circulaires, du fait que la probabilité de fréquentation d'un point donné baisse lorsque la distance avec le centre augmente.
Par exemple, l'aire d'influence d'une ville correspond au territoire sur lequel vivent les personnes qui ont recours aux services basés dans cette ville : transports, distribution de biens, établissements scolaires, emplois, etc.